# Perspektiva (likovna umetnost)
Perspektiva (latinsko prospectare – gledati v daljavo (Točneje iz deležnika prospectivus – ki zagotavlja pogled v daljavo. V srednjem veku je beseda pomenila sposobnost vida (perspectiva naturalis), oziroma način meritve oddaljenosti s pomočjo vmesne višinske točke.) v grafiki je približna predstavitev slike, kot jo vidi oko, običajno na ravni površini (kot je papir). Dve najbolj značilni značilnosti perspektive sta, da so predmeti manjši, ko se njihova razdalja od opazovalca povečuje; in da so podvrženi skrajšanju, kar pomeni, da so razsežnosti objekta vzdolž vidnega polja krajše od njenih razsežnosti po vidnem polju.
Italijanski renesančni slikarji in arhitekti, med njimi Filippo Brunelleschi, Masaccio, Paolo Uccello, Piero della Francesca in Luca Pacioli so proučevali linearno perspektivo, pisali razprave o njej in jo vključevali v svoja umetniška dela, s čimer so prispevali k matematiki umetnosti.
Zgodovinski načini prikazovanja perspektive v umetnosti so: 

## Vertikalna perspektiva
Vertikalna (ikonografska) perspektiva je način prikazovanja prostora, kjer se prostor prikazuje na ravnini tako, da se tisto kar je bolj oddaljeno, postavlja nad tisto kar je v resnici bližje. Namesto nizanja prizorov s prekrivanjem v globino, se prostorski prikazi zlagajo eden nad drugim tako, da se nikjer ne prekrivajo. Vertikalna perspektiva se pojavlja v starem egipčanskem slikarstvu, na asirskih reliefih, na arhaičnih grških vazah in v evropskem romanskem slikarstvu; je tudi ena od značilnosti otroških risb. Vse oblike prikazane s to perspektivo spoštujejo zakon ravnine, to je z najširšo razsežnostjo so prikazane na ravnini, ker tako najbolje opisujejo svojo obliko. Vsak zgornji lik je vedno manjši v kolikor bolj oddaljen, po pravilu egipčanskega bustrofedona. Tako se morajo egipčanski reliefi brati od spodaj navzgor in z desne na levo, pa z leve na desno, pa spet obratno… tj. cik-cak, prav nasprotno od načina na katerega beremo strip. V romanskem slikarstvu 11. in 12. stoletja je ozadje za plosko naslikane like in prizore običajno razdeljeno na več vodoravnih pasov, ki so različnih barv in predstavljajo krajino.

## Obrnjena perspektiva
Obrnjena perspektiva je način prikazovanja volumna v katerem se predmeti in liki na sliki ne zmanjšujejo sorazmerno z oddaljenostjo, niti se vzporedne črte približujejo – ampak se, obratno, vzporedne črte razmikajo, a velikost predmeta, namesto da se zmanjšuje, se povečuje proti globini prostora. Ta perspektiva je značilna za gotsko slikarstvo 13. in 14. stoletja. Glede na dejstvo, da pred renesanso prostorski prizori niso bili konstruirani, je važno razumeti da slikarjem obrnjene perspektive ni bilo primarno predočiti prostor na način kot ga vidi človeško oko, oziroma s svojega položaja, ampak jim je bilo pomembno točno prikazati religiozen prizor ali osebo, nazorno in podrobno prenesti določeno sporočilo. Perspektiva zato ne potrebuje prikazovati pravo razmerje prostora in likov, ampak lahko odraža interes umetnika ali celega obdobja za način interpretacije življenja in stvarnosti. 

## Linearna perspektiva
Linearna (geometrijska ali pravilna) perspektiva temelji na naravnem zakonu, da se z oddaljevanjem od gledalca liki manjšajo sorazmerno z oddaljenostjo, linearno – in vsi izginjajo v eni sami točki – neskončnosti - očišču (angl. vanishing point, ital. punto di fuga). Odkritje linearne perspektive se pripisuje arhitektu Filippu Brunelleschiju (1377 – 1446). Ta perspektiva se imenuje tudi matematična ali iluzionistična, ker ustvarja občutek 3D prostora (primeri: Masaccio Sveta trojica, Piero della Francesca Bičanje Kristusa, itd.) in se je uporabljala tudi v kiparstvu (relief) in v arhitekturi (lažne niše).

## Atmosferska perspektiva
Atmosferska (zračna) perspektiva je, kot geometrijska, naravni pojav, ki predstavlja spremembo tonov in barve zaradi oddaljevanja oblike od gledalca. Bolj kot so predmeti oddaljeni, bolj so bledi, mehkejši in se izgubljajo z oddaljenostjo v modrino; bolj kot so blizu, bolj so ostri, močnejših lokalnih barv. Atmosferska perspektiva je ena od temeljnih značilnosti baročnega slikarstva 17. in 18. stoletja, a so jo odkrili že slikarji visoke renesanse – Leonardo da Vinci in Rafael.

## Barvna perspektiva
Barvna perspektiva je prikaz globine prostora z uporabo toplih in hladnih barv.
Barve v nas vzbujajo različna občutja. Tople barve zaznavamo blizu, hladne daleč. Prav na teh občutkih, ki jih sproža navidezno približevanje toplih barv in navidezno oddaljevanje hladnih barv sloni barvna perspektiva.
Umetniki 20. stoletja, prvenstveno fauvisti, so vzeli to kot zakon prostornosti in prikazovali bližje oblike s toplimi barvami, oddaljene pa s hladnimi barvami. 

## Poliperspektiva
V moderni in sodobni umetnosti je svojevrstna uporaba načina prikaza nekega objekta iz več opazovališč istočasno – to je poliperspektiva, (Pablo Picasso, Henri Matisse, itd.). Znanstvena odkritja, kot je teorija relativnosti, so vplivala na tak umetniški pristop.

## Skrajšava
Skrajšava je vizualni učinek ali optična iluzija, zaradi katerega je predmet ali razdalja videti krajša, kot je v resnici, ker je nagnjen proti gledalcu. Poleg tega predmet pogosto ni enakomerno pomanjšan: krog se pogosto prikaže kot elipsa, kvadrat pa kot trapez.
Čeprav je skrajšava pomemben element v umetnosti, kjer je upodobljena vizualna perspektiva, se ta pojavlja pri drugih vrstah dvodimenzionalnih predstav tridimenzionalnih prizorov. Nekatere druge vrste, pri katerih lahko pride do skrajšanja, vključujejo poševne vzporedne projekcijske risbe. Skrajšanje se pojavi tudi pri slikanju razgibanega terena z uporabo radarskega sistema s sintetično odprtino.
Na področju slikanja se je v času italijanske renesanse izboljšala zaokrožitev upodabljanja človeške figure in Žalovanje nad mrtvim Kristusom Andree Mantegne (1480-ih) je eno najbolj znanih del od številnih, ki kažejo novo tehniko. Zatem postal standardni del usposabljanja umetnikov.
- Piero della Francesca, Bičanje Kristusa, 1460.
- Sveta trojica, Masaccio, 1425 je najstarejši primer linearne perspektive v umetnosti.
- Leonardo da Vinci, Zadnja večerja, 1498.
- Križi na pokopališču.
- Električni steber gledan od spodaj navzgor.
- Neskončna točka v predoru.